# Апостольська пенітенціарія
Апо́стольська Пенітенціа́рія (лат. Sacra Paenitentiaria), більш формально Верхо́вний Трибуна́л Апо́стольської Пенітенціа́рії  — один із трьох трибуналів Римської курії. Апостольська Пенітенціарія вирішує питання, пов'язані з внутрішньою підсудністю й має судову й адміністративну владу. Апостольську Пенітенціарію очолює Великий пенітенціарій, який, як правило, повинен мати звання кардинала.
Основні питання, що є в юрисдикції Апостольської Пенітенціарії:
- Зняття відлучення від церкви Latae sententiae, що залишаються за Святим Престолом;
- Диспенсація (дозвіл, що надає Святим Престол у виняткових випадках на визначений термін) сакраментальних перешкод, що залишаються за Святим Престолом;
- Видання й управління індульгенціями.

Голова апостольскої пенітенциарії — великий пенітенціарій, є одним із небегатьох ватиканських посадових осіб, котрий зберігає свій пост у період Sede Vacante. Якщо великий пенітенціарій є кардиналом-виборником, він один із тільки трьох осіб на Конклаві, яким дозволено, сполучатися із зовнішньою стороною Конклаву, так, щоби він міг продовжувати виконувати свої обов'язки. Великий пенітенціарій — титулярний архієпископ, а звичайно кардинал. Теперішній великий пенітенціарій — кардинал Мауро П'яченца.